# محوطه سیدسرا (املش)
محوطه سید سرا A مربوط به دوران‌های تاریخی پس از اسلام است و در شهرستان املش، بخش رانکوه، دهستان سمام واقع شده و این اثر در تاریخ ۲ آبان ۱۳۸۲ با شمارهٔ ثبت ۱۰۶۸۱ به‌عنوان یکی از آثار ملی ایران به ثبت رسیده است.